# Th20
Th20 – oznaczenie na PKP austriackiego parowozu towarowego serii (kkStB) 56. Wyprodukowano w latach 1888-1900 przez zakłady Floridsdorf w Linzu 152 parowozy. Po pierwszej wojnie światowej 20 parowozów tego typu trafiło do kolei polskich. Po drugiej wojnie światowej polskie koleje nie eksploatowały tych parowozów.